# Jacques Alexandre Law de Lauriston
Jacques Jean Alexandre Bernard Law de Lauriston, conte dell'Impero (Pondichéry, 1º febbraio 1768 – Parigi, 11 giugno 1828), è stato un generale francese, maresciallo di Francia dal 1823.

## Biografia
Lauriston nacque in India, terzo di sei figli, da Jean Law de Lauriston, comandante delle truppe coloniali francesi, e Jeanne de Carvalho (n. 1735). Era pronipote del celebre economista John Law.
Trasferito in Francia, compì gli studi al collège des Grassins dell'Università di Parigi. Entrò all'École militaire di Parigi nel 1784. Quando Napoleone Bonaparte entrò nella medesima scuola, il 19 ottobre dello stesso anno, strinse amicizia fra i primi proprio con Lauriston, che vi era entrato il 1º settembre e ne uscì esattamente un anno dopo col grado di sottotenente del 7º Reggimento artiglieria.
Sposò nel 1789 Claude-Antoinette Julie Le Duc 1772-1873; dalla coppia nacquero Auguste 1790-1860, Coralie 1800-1891 e Napoléon Adolphe 1805-1867
Capitano in seconda nell'agosto 1791, divenne aiutante di campo del generale Beaurevoir nel 1792, combatté per i successivi tre anni nell'Armata del Nord, quindi nell'Armata della Mosella, e in quella della Sambre-et-Meuse. Fu citato all'ordine del giorno dell'armata nel corso dell'assedio di Maastricht nel 1794, si distinse all'assedio di Valenciennes, e fu nominato nello stesso anno chef de brigade del 4º Reggimento artiglieria a cavallo.
Il 5 aprile 1796 Lauriston diede le dimissioni e lasciò l'esercito, ma Bonaparte, una volta divenuto Primo Console (9 novembre 1799), lo richiamò in servizio e ne fece uno dei propri aiutanti di campo: a Marengo Lauriston ricevette l'ordine di sciogliere il 1º Reggimento artiglieria che si era ammutinato e di riformarlo.
Dopo aver compiuto una missione diplomatica a Copenaghen ed aver sostenuto la resistenza danese contro i britannici, fu incaricato di portare a Londra la ratifica del trattato di pace stipulato ad Amiens tra la Francia e il Regno Unito. L'aiutante di campo del Primo Console fu ricevuto con entusiasmo dai londinesi, che staccarono i cavalli dalla vettura e la trascinarono a braccia a destinazione.
Di ritorno i Francia fu nominato generale di brigata, commendatore della Legion d'onore e ricevette, nell'autunno 1804, il comando del corpo di spedizione per le Antille, in partenza agli ordini dell'ammiraglio Villeneuve. Fu elevato al grado di generale di divisione nel gennaio successivo. La squadra partì il 30 marzo 1805 e giunse in Martinica a fine maggio. Lauriston guidò i suoi uomini alla conquista di fort Diamant, reputato imprendibile. Dieci giorni dopo la flotta fece rotta verso l'Europa, ebbe uno scontro con la flotta inglese presso Capo Finisterre e si ancorò di fronte a Cadice; Lauriston sbarcò a terra per tornare a Parigi.
Partecipò alla campagna d'Austria del 1805-1806, ed ebbe la nomina a governatore di Braunau e di Ragusa di Dalmazia, città da lui conquistate, e delle Bocche di Cattaro, nel 1806. Il 19 dicembre 1807 fu nominato governatore generale di Venezia, carica che ricoprì sino al 1808; al suo arrivo nella città fece traslare il corpo di John Law, suo prozio, nella chiesa di San Moisè.
Nel 1808 accompagnò Napoleone al Congresso di Erfurt, fu creato conte dell'Impero e seguì l'Imperatore a Madrid, dove contribuì alla presa della città. Di ritorno in Germania nel 1809, passò all'Armata d'Italia. Ebbe parte attiva nelle battaglie di Raab e di Wagram, dove comandò l'artiglieria della Guardia. A Wagram, quando l'ala destra francese irruppe nello schieramento nemico, Lauriston, alla testa di una batteria di cento pezzi d'artiglieria, marciò al trotto verso il nemico seminando la morte nei suoi ranghi; l'Imperatore gli fece dono del gran cordone dell'Ordine della Corona ferrea.
Dopo la Pace di Presburgo Lauriston si recò a Vienna, per un breve periodo fu in missione in Olanda, e fu di ritorno in Austria quando Berthier vi giunse col titolo di ambasciatore per chiedere la mano, a nome dell'Imperatore, dell'arciduchessa Maria Luisa. In qualità di colonnello generale della Guardia imperiale accompagnò la principessa nel suo primo viaggio verso la Francia. Fu quindi incaricato di prendere in consegna ad Haarlem e riportare in Francia i figli di Napoleone Luigi Bonaparte, che aveva abdicato alla Corona d'Olanda.
Il 5 febbraio 1811 Napoleone lo nominò ambasciatore in Russia, presso la corte dello Zar a San Pietroburgo. In questa veste Lauriston pose ad Alessandro I la richiesta di occupazione dei porti di Riga e Tallinn, e di esclusione dei vascelli britannici dal mar Baltico.
Un anno più tardi, durante la campagna di Russia, fu nuovamente aiutante di campo di Napoleone. Fu lui, dopo la presa di Mosca a concludere l'armistizio con Kutuzov. Comandò l'avanguardia durante la successiva ritirata e mostrò in tale circostanza il talento di un generale consumato. Arrivato a Magdeburgo, organizzò il V Corpo d'armata della Grande Armée, alla testa del quale prese parte alle battaglie di Lützen e di Bautzen. Conquistò d'impeto il villaggio di Weissig, fermò le truppe di Yorck, e le respinse sull'altra riva della Sprea.
Alla testa dei corpi d'armata V e XI Lauriston sconfisse i prussiani in più occasioni. A Lipsia, quando fu fatto saltare il ponte grande, si trovava sull'altra riva dell'Elster Bianco, e Le Moniteur universel ne annunciò la morte. Condotto prigioniero a Berlino, rientrò in Francia dopo gli avvenimenti del 1814 e fu nominato aiutante di campo del conte d'Artois.
Luigi XVIII lo fece cavaliere di San Luigi, gran cordone della Legion d'onore e capitano della 1ª Compagnia dei moschettieri grigi, guardia personale del sovrano. Accompagnò Luigi XVIII, in partenza per l'esilio durante i Cento giorni, sino a Béthune, tornò a Parigi e si ritirò nelle proprie terre di Richecourt, vicino a La Fère.
Al ritorno in Francia del Re, Lauriston lo andò ad accogliere a Cambrai; fu poi inviato a Laon per presiedere il collegio elettorale dell'Aisne, e creato pari di Francia il 17 agosto; ebbe poi il comando della 1ª Divisione di fanteria della Guardia reale. Votò per la condanna a morte di Michel Ney.
Nel 1816 presiedette il consiglio di guerra formato per giudicare l'ammiraglio Linois, il barone Boyer de Peyreleau e il generale Delaborde. Linois fu assolto, Boyer fu condannato a morte e Delaborde non fu giudicato. Lo stesso anno il sovrano gli concesse la croce di commendatore dell'Ordine di San Luigi e il titolo di marchese. Nel 1820 ebbe il comando della 12ª e 13ª divisione militare, presiedette al collegio elettorale della Loira inferiore, entrò nel governo come ministro della Real Casa e ricevette la gran croce di San Luigi.
Il 6 giugno 1823 fu elevato alla dignità di maresciallo di Francia, ricevette quindi il comando in capo del II Corpo d'armata della riserva dell'Armata dei Pirenei. Entrò in Spagna nel quadro della spedizione del 1823, prese d'assedio e conquistò Pamplona il 17 settembre, fu nominato cavaliere dello Spirito Santo e dell'Ordine spagnolo del Toson d'oro.
Al ritorno in Francia fu nominato Grand veneur de France. Lasciò il governo il 4 agosto 1824 e fu nominato ministro di Stato.
Morì a Parigi di un ictus l'11 giugno 1828, fra le braccia della ballerina Amélie Legallois, sua amante.
Il nome del maresciallo Lauriston è inciso sul pilastro Est, colonna 13 dell'Arco di Trionfo di Parigi.